# Малая Медяна (верхний приток Медяны)
Малая Медяна — река в Нижегородской области России. Правая составляющая реки Медяны.

## География
Берёт начало у нежилой деревни Фыровка Сеченовского района около границы с Мордовией. Течёт на север по открытой местности. У деревни Медяна Краснооктябрьского района сливается с Большой Медяной и образует реку Медяну. Устье реки находится в 59 км по правому берегу реки Медяны. Длина реки составляет 20 км.

## Данные водного реестра
По данным государственного водного реестра России относится к Верхневолжскому бассейновому округу, водохозяйственный участок реки — Сура от устья реки Алатырь и до устья, речной подбассейн реки — Сура. Речной бассейн реки — (Верхняя) Волга до Куйбышевского водохранилища (без бассейна Оки).